# Jamal Aabbou
Jamal Aabbou (Bree, 16 mei 2000) is een Belgisch voetballer die sinds augustus 2021 onder contract staat bij Excelsior Virton. Aabbou is een aanvaller.

## Carrière
Aabbou genoot zijn jeugdopleiding bij Opitter FC, Groen Star Beek, MVV Maastricht en Lommel SK. In april 2018 ondertekende hij een profcontract van twee seizoenen bij Lommel, waar hij op 26 september 2018 zijn officiële debuut maakte in het eerste elftal van de club in de bekerwedstrijd tegen KRC Genk. In januari 2019 werd zijn contract met twee jaar verlengd.
In het seizoen 2019/20 speelde Aabbou achttien wedstrijden in het eerste elftal van Lommel, waarin hij drie keer scoorde. Na de overname van Lommel door de City Football Group kwam hij echter minder aan spelen toe, waarop hij in januari 2021 voor de rest van het seizoen werd uitgeleend aan Lierse Kempenzonen. Met Tom Van Imschoot kwam hij er de trainer tegen die hem destijds liet debuteren bij Lommel. Na zeven competitiewedstrijden werd Aabbou begin april 2021 voor de rest van het seizoen op non-actief gezet door de club.
Op 5 augustus 2021 maakte Excelsior Virton bekend dat het Aabbou, die sinds zijn vertrek bij Lommel op zoek was naar een nieuwe club, aangetrokken had. Hij ondertekende er een contract voor één seizoen.
2 Vinck ·
3 Rizzo ·
4 Doué ·
5 Hamzaoui ·
7 Bukusu ·
8 Sadin  ·
9 Sula ·
10 Pinga ·
11 Ahlinvi ·
14 Guillaume ·
17 Allach ·
18 Mouaddib ·
20 Napoletano ·
21 Aabbou ·
23 Martin ·
24 Hery ·
26 Awassi ·
28 Droehnle ·
Masangu ·
Coach: Grégoire